# Radio Ga Ga
〈Radio Ga Ga〉는 1984년 영국의 록 밴드 퀸이 공연하고 녹음한 노래로, 드러머 로저 테일러가 작사, 작곡했다. 브라이언 메이의 〈I Go Crazy〉를 B-사이드로 하여 싱글로 발매되었다. 이 곡은 《The Works》 음반에 포함되었고 밴드의 컴필레이션 음반 《Greatest Hits II》와 《Classic Queen》에도 수록되어 있다.
라디오 형식에 대한 향수를 불러일으키는 이 곡은 19개국에서 1위, 영국 싱글 차트와 호주 켄트 뮤직 리포트에서 2위, 미국 빌보드 핫 100에서 16위에 오르며 프레디 머큐리의 생애에 미국 톱 20에 도달한 밴드의 마지막 싱글이 되었다.  이 밴드는 1985년 라이브 에이드에서의 공연을 포함하여 1984년부터 1986년 리드 싱어 프레디 머큐리와의 마지막 콘서트까지 모든 콘서트에서 이 노래를 공연했다.
이 노래의 뮤직 비디오는 1927년 무성 공상 과학 영화 《메트로폴리스》의 장면을 사용한다. 음악 채널에서 많은 회전을 받았고 1984년 MTV 비디오 뮤직 어워드에 후보로 올랐다.

## 의미
〈Radio Ga Ga〉는 1984년에 발매되었다. 라디오에 대한 향수를 불러일으키는 방어 수단인, 라디오의 인기를 추월하는 텔레비전과 좋아하는 코미디, 드라마 또는 공상 과학 프로그램을 위해 과거에 라디오를 어떻게 듣는지에 대한 논평이었다. 또한 뮤직 비디오와 MTV의 출현을 다루었는데, 당시 음반을 홍보하는 중요한 매체로서 라디오와 경쟁하고 있었다. 1984년 MTV 비디오 뮤직 어워드에서 〈Radio Ga Ga〉의 비디오는 최우수 예술 감독상 후보에 올랐다. 로저 테일러는 다음과 같이 인용되었다.
그것이 이 노래의 일부입니다, 정말로. 그들의 뮤직 비디오가 거의 청각적인 측면에서 차지하고 있는 것처럼 보인다는 사실, 시각적인 측면이 거의 더 중요한 것 같습니다.

이 노래는 20세기의 두 가지 중요한 라디오 사건을 언급한다. 오슨 웰스가 1938년 H. G. 웰스의 《우주 전쟁》을 "through wars of worlds/invaded by Mars(세상의 전쟁을 통해/화성이 침략한)" 가사로 방송한 것과 윈스턴 처칠이 1940년 6월 18일 영국 하원에서 한 "This was their finest hour(지금이 그들의 최고의 시간이었다)" 가사로 "You've yet to have your finest hour(당신은 아직 최고의 시간을 가져야 한다)"라는 가사로 방송한 것이다.

## 녹음
이 노래에 대한 영감은 로저 테일러가 그들이 로스앤젤레스에 있는 동안 라디오에서 나쁜 노래를 듣는 동안 그의 아들이 "라디오 카-카"라는 단어를 말하는 것을 들었을 때 나왔다. 이 문구를 들은 후, 테일러는 롤랜드 주피터-8 신시사이저와 드럼 머신(린 LM-1)이 있는 방에 자신을 가둬놓았을 때 이 노래를 쓰기 시작했다. 그는 그것이 그의 솔로 음반에 맞을 것이라고 생각했지만, 밴드가 그것을 들었을 때, 존 디콘은 베이스라인을 썼고 프레디 머큐리는 이 노래가 큰 히트를 칠 수 있다고 생각하며 트랙을 재구성했다. 그리고 나서 테일러는 스키 휴가를 얻어 머큐리가 가사, 화음, 그리고 노래의 편곡을 다듬도록 했다. 녹음 세션은 1983년 8월 로스앤젤레스의 레코드 플랜트 스튜디오에서 시작되었으며, 이는 이 밴드가 북아메리카에서 유일하게 녹음한 시간이다. 여기에는 캐나다의 세션 키보디스트 프레드 만델이 포함되었다. 만델은 목성의 아치형 신스베이스 부분을 프로그래밍했다. 이 녹음은 롤랜드 VP330+ 보코더의 두드러진 사용을 특징으로 한다. 베이스라인은 내장된 아르페지오레이터를 사용하여 롤랜드 주피터-8에 의해 제작되었다.

## 곡 목록
7인치 싱글
- A-side. "Radio Ga Ga" (음반 버전)
- B-side. "I Go Crazy" (싱글 버전)

12인치 싱글
- A-side. "Radio Ga Ga" (확장 버전)
- B1. "Radio Ga Ga" (기악 버전)
- B2. "I Go Crazy" (싱글 버전)

## 인증
| 국가                               | 인증     | 판매량/출하량 |
| ---------------------------------- | -------- | ------------- |
| 덴마크 (IFPI Danmark)              | 골드     | 45,000        |
| 이탈리아 (FIMI)                    | 플래티넘 | 50,000        |
| 영국 (BPI)                         | 플래티넘 | 600,000       |
| 미국 (RIAA)                        | 플래티넘 | 1,000,000     |
| 판매량+스트리밍을 기반으로 한 인증 |          |               |